# Artemas
Artemas Diamandis (nacido el 23 de septiembre de 1999), conocido como Artemas, es un músico británico de origen grecochipriota. Es conocido por sus sencillos "If U Think I'm Pretty" y "I Like the Way You Kiss Me".

## Primeros años
Diamandis creció en un pueblo de Oxfordshire y desde pequeño aspiraba a ser cantante. Ver el documental sobre Kurt Cobain a la edad de 16 años, Kurt Cobain: Montage of Heck, lo inspiró a escribir canciones.

## Carrera
A los 17 años, Artemas hizo su primera canción que sonó en la radio local.
El primer lanzamiento musical de Artema fue el sencillo "High 4 U" en noviembre de 2020. Su estilo fue comparado con el de Rex Orange County "con un toque de R&B" en 2022. El 24 de octubre de 2023, Diamandis lanzó el sencillo "If U Think I'm Pretty", que se volvió viral poco después. En febrero de 2024, la canción alcanzó la lista de singles del Reino Unido. El sencillo también conduciría al lanzamiento de su mixtape Pretty. El 19 de marzo de 2024 lanzó el sencillo "I Like the Way You Kiss Me". La canción alcanzó el puesto número tres en la lista de singles del Reino Unido, encabezó las listas en Alemania y Lituania y se ubicó entre los diez primeros en varios países, incluidos Australia, Austria, Nueva Zelanda, Irlanda y Noruega.

## Discografía

### mixtapes
| Título                                                   | Detalles                                                                 | Posiciones pico en el gráfico | Posiciones pico en el gráfico |
| Título                                                   | Detalles                                                                 | AUS                           | LTU                           |
| -------------------------------------------------------- | ------------------------------------------------------------------------ | ----------------------------- | ----------------------------- |
| I’m Sorry I’m Like This                                  | - Publicado: 6 de mayo de 2022 - Formato: Digital - Etiqueta: Artemas    | —                             | —                             |
| Pretty                                                   | - Publicado: 9 de febrero de 2024 - Formato: Digital - Etiqueta: Artemas | 18                            | 9                             |
| "—" marca una grabación que no figura en ese territorio. |                                                                          |                               |                               |

### Sencillos
| Title                                                    | Year | Peak chart positions | Peak chart positions | Peak chart positions | Peak chart positions | Peak chart positions | Peak chart positions | Peak chart positions | Peak chart positions | Peak chart positions | Peak chart positions | Certifications                 | Album                   |
| Title                                                    | Year | UK                   | AUS                  | AUT                  | CAN                  | GER                  | LAT                  | SWE                  | SWI                  | US                   | WW                   | Certifications                 | Album                   |
| -------------------------------------------------------- | ---- | -------------------- | -------------------- | -------------------- | -------------------- | -------------------- | -------------------- | -------------------- | -------------------- | -------------------- | -------------------- | ------------------------------ | ----------------------- |
| "High 4 U"                                               | 2020 | —                    | —                    | —                    | —                    | —                    | —                    | —                    | —                    | —                    | —                    |                                |                         |
| "Sunny"                                                  | 2021 | —                    | —                    | —                    | —                    | —                    | —                    | —                    | —                    | —                    | —                    |                                |                         |
| "Misunderstood"                                          | 2021 | —                    | —                    | —                    | —                    | —                    | —                    | —                    | —                    | —                    | —                    |                                |                         |
| "Real Life"                                              | 2021 | —                    | —                    | —                    | —                    | —                    | —                    | —                    | —                    | —                    | —                    |                                | I'm Sorry I'm Like This |
| "I'm Trynna Tell U That I Love U"                        | 2021 | —                    | —                    | —                    | —                    | —                    | —                    | —                    | —                    | —                    | —                    |                                | I'm Sorry I'm Like This |
| "Favourite"                                              | 2022 | —                    | —                    | —                    | —                    | —                    | —                    | —                    | —                    | —                    | —                    |                                | I'm Sorry I'm Like This |
| "I'm Sorry"                                              | 2022 | —                    | —                    | —                    | —                    | —                    | —                    | —                    | —                    | —                    | —                    |                                | I'm Sorry I'm Like This |
| "Waiting for It All to Go Wrong"                         | 2022 | —                    | —                    | —                    | —                    | —                    | —                    | —                    | —                    | —                    | —                    |                                | I'm Sorry I'm Like This |
| "My Love, I Feel So Low"                                 | 2022 | —                    | —                    | —                    | —                    | —                    | —                    | —                    | —                    | —                    | —                    |                                |                         |
| "Me n My Girl"                                           | 2022 | —                    | —                    | —                    | —                    | —                    | —                    | —                    | —                    | —                    | —                    |                                |                         |
| "Mi Amor"                                                | 2022 | —                    | —                    | —                    | —                    | —                    | —                    | —                    | —                    | —                    | —                    |                                |                         |
| "I'll Make You Miss Me"                                  | 2023 | —                    | —                    | —                    | —                    | —                    | —                    | —                    | —                    | —                    | —                    |                                |                         |
| "Cross My Heart"                                         | 2023 | —                    | —                    | —                    | —                    | —                    | —                    | —                    | —                    | —                    | —                    |                                | Pretty                  |
| "If U Think I'm Pretty"                                  | 2023 | 39                   | 30                   | 42                   | 74                   | 94                   | 10                   | —                    | 92                   | —                    | 113                  |                                | Pretty                  |
| "Just Want U to Feel Something"                          | 2023 | —                    | —                    | —                    | —                    | —                    | —                    | —                    | —                    | —                    | —                    |                                | Pretty                  |
| "Ur Special to Me"                                       | 2024 | —                    | —                    | —                    | —                    | —                    | —                    | —                    | —                    | —                    | —                    |                                | Pretty                  |
| "I Like the Way You Kiss Me"                             | 2024 | 3                    | 3                    | 1                    | 6                    | 1                    | 1                    | 1                    | 1                    | 12                   | 2                    | - ARIA: Platinum - BPI: Silver |                         |
| "—" marca una grabación que no figura en ese territorio. |      |                      |                      |                      |                      |                      |                      |                      |                      |                      |                      |                                |                         |